# Vladimir Wiese
Pour les articles homonymes, voir Wiese.
Vladimir Ioulievitch Wiese (en russe : Владимир Юльевич Визе) (Tsarskoïe Selo, 21 février 1886 - Leningrad, 19 février 1954) est un océanographe et explorateur russe, spécialiste des banquises arctiques.

## Biographie

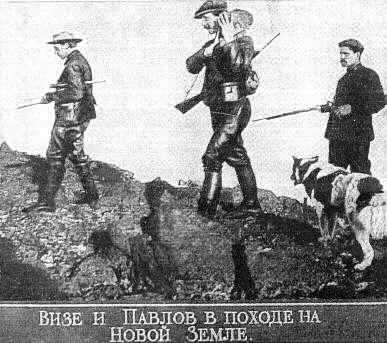
Wiese en Nouvelle-Zemble (1913).

Il fait ses études à l'université de Saint-Pétersbourg et de Göttingen (1904-1910).
De 1912 à 1914, il participe à l'expédition de Gueorgui Sedov en Nouvelle-Zemble et dans l'archipel François-Joseph et en 1924, étudie la dérive de Gueorgui Broussilov bloqué en mer de Kara à partir des données de Valerian Albanov. Il en déduit l'existence d'une île dans ces parages-là. Celle-ci est découverte le 13 août 1930 par l’expédition d'Otto Schmidt dont il fait alors partie. Elle est nommée en son honneur île Wiese et il y débarque.
En juillet 1931, il dirige une expédition dans l'archipel François-Joseph et en mer de Kara et y effectue des observations météorologiques, hydrologiques et électromagnétiques. Il est à bord du Sibiriakov en juillet 1932 qui réussit à forcer le passage du Nord-Est. Sur l'île Rudolf, il découvre les restes des huttes de l'expédition d'Anthony Fiala mais bloqué par les glaces doit revenir vers le sud. L'opération est malgré tout un succès et de nombreux relevés météorologiques ont pu être effectués.

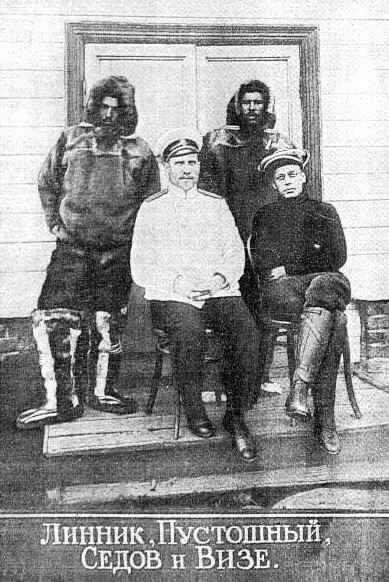
Wiese (assis, à droite) sur le Sedov.

En 1934, il est membre de l'expédition du brise-glace Lütke.
Il voyage en 1937 à bord d'un brise-glace dans le but de visiter les îles Henriette, Jokhov et Jeannette mais les plans du navire sont changés pour aller porter secours à d'autres bateaux bloqués par les glaces. Le brise-glace se retrouve lui-même coincé dans la région des îles de Nouvelle-Sibérie. L'expédition ne sera sauvée qu'en avril 1938 mais Wiese et son équipe préféreront rejoindre le Sedov, autre brise-glace, en dérive, qui est alors transformé en station polaire. Pendant les 812 jours de dérive, les scientifiques réaliseront 415 mesures astronomiques, 78 observations électromagnétiques, ainsi que 38 mesures de profondeur par forage de la glace polaire. Le navire est enfin libéré entre le Groenland et le Svalbard le 18 janvier 1940.

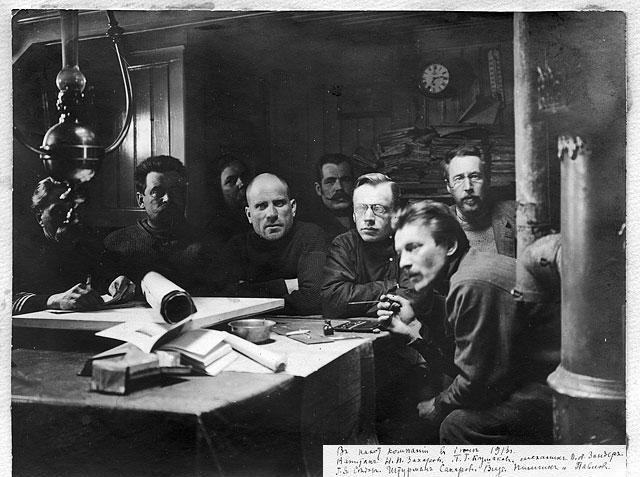
L'équipage du Sedov (Wiese est le troisième à partir de la droite).

En 1945, il devient professeur à l'université de Leningrad, membre de l'Académie des sciences de Russie et directeur du Département d'océanologie de l'Université d’État de Leningrad (1945-1954).

## Œuvres
- Die Vorhersage der Eisverhältnisse im Barentsmeer. Arktis I, 1928 (en allemand)
- The expedition on board the icebreaking steamer Malygin to Zemlya Frantsa Iosifa, 1931
- Meteorologičeskie Nabljudenija Poljarnoj Ikpedicii G. Ja Sedova, 1931
- Drift of Buoys in the Arctic Seas, 1945
- Morya Sovetskoy Arktiki, 1948 (en russe)

## Hommages
En outre de l'île Wiese, un glacier, un cap et une baie de Nouvelle-Zemble, le cap nord de l'île Brady, un glacier de l'île Greely, ainsi, entre autres, qu'un navire de recherche (1967) ont été nommés en son honneur.

## Galerie
Différentes vues des expéditions Wiese.

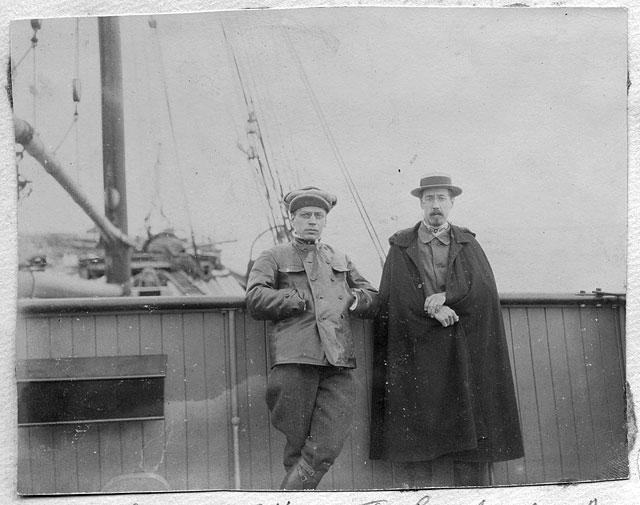
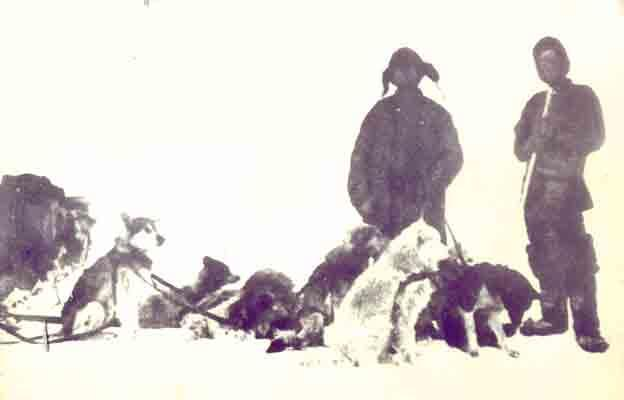
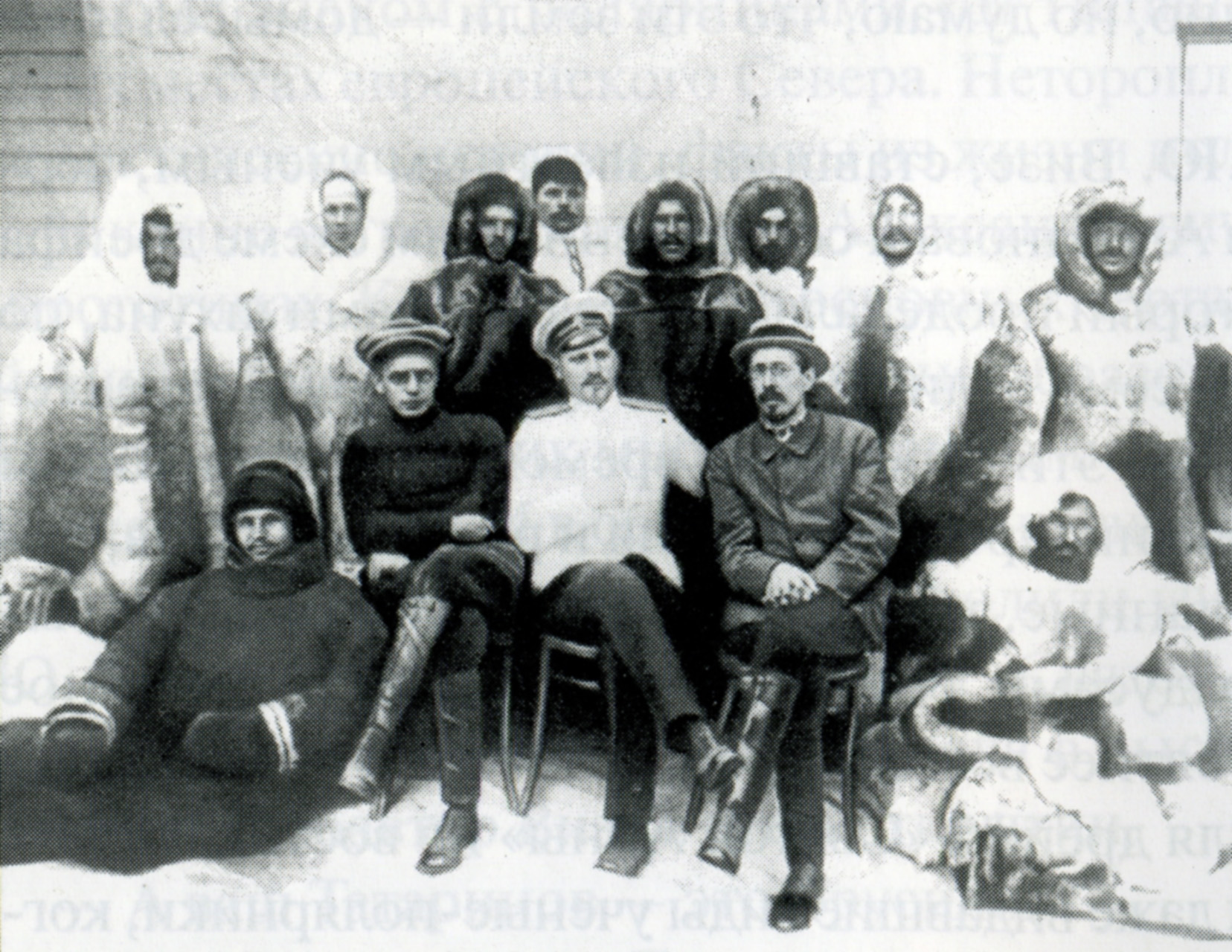
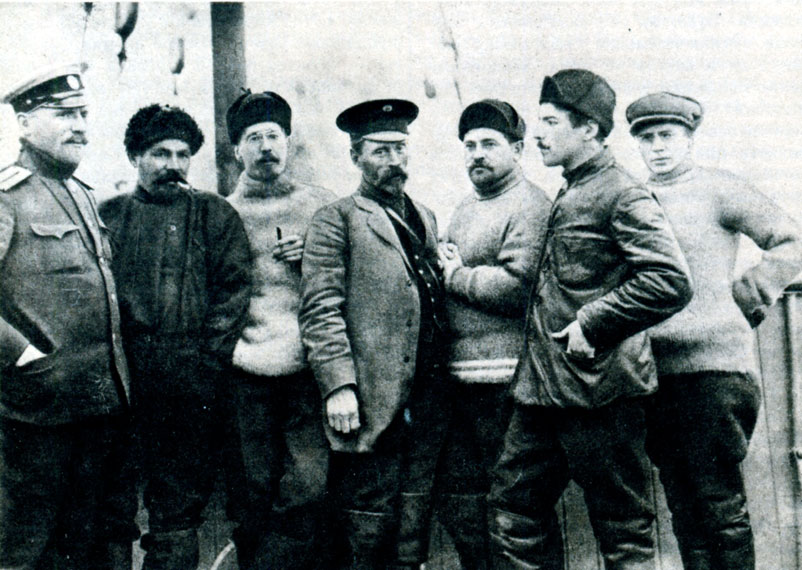
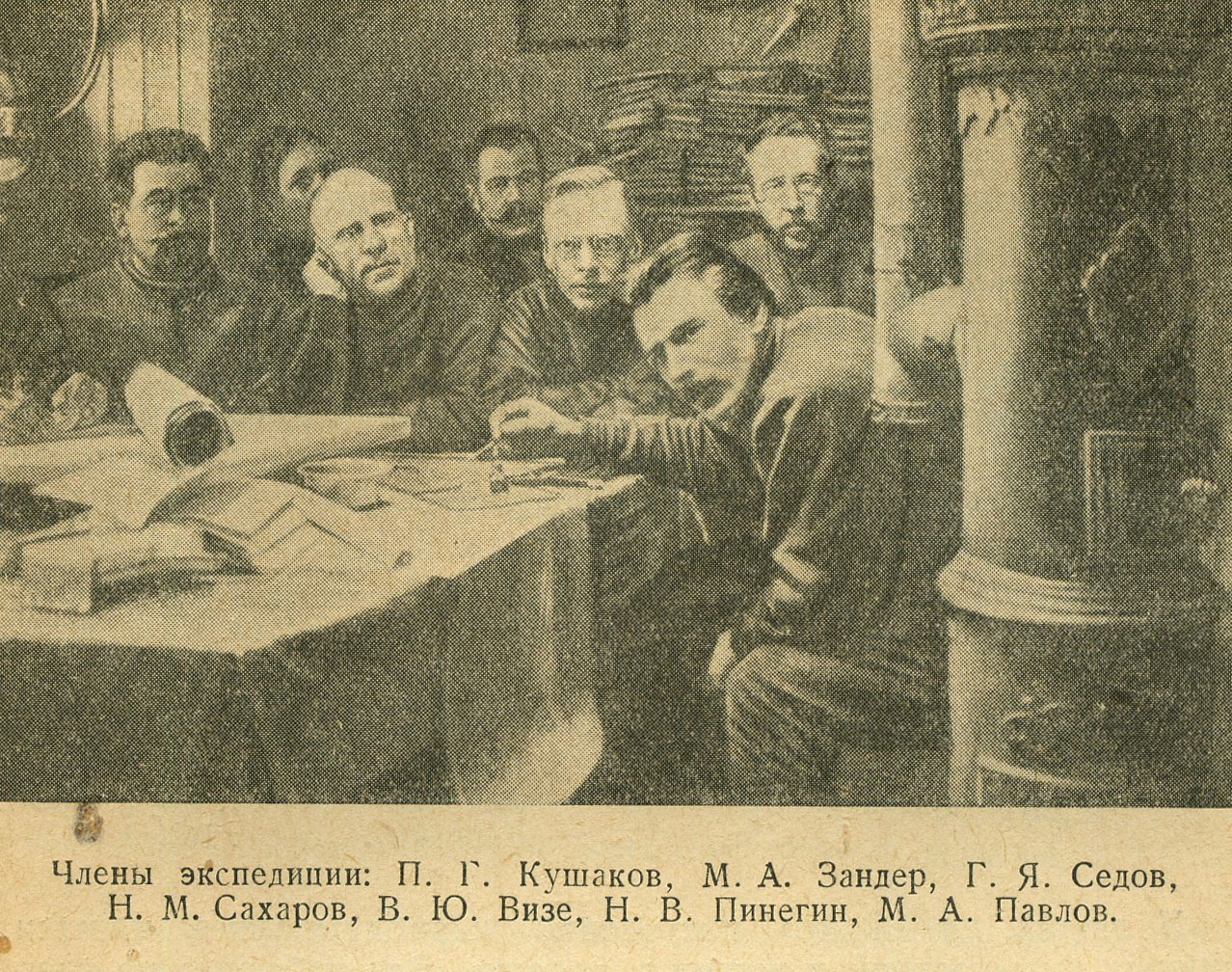
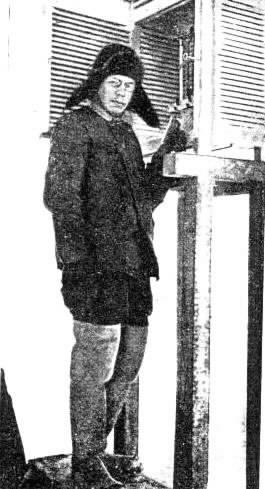
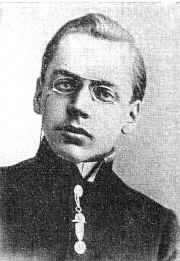
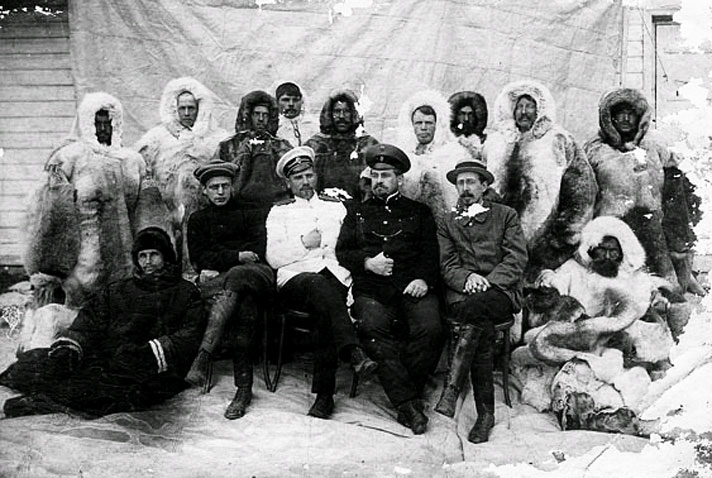
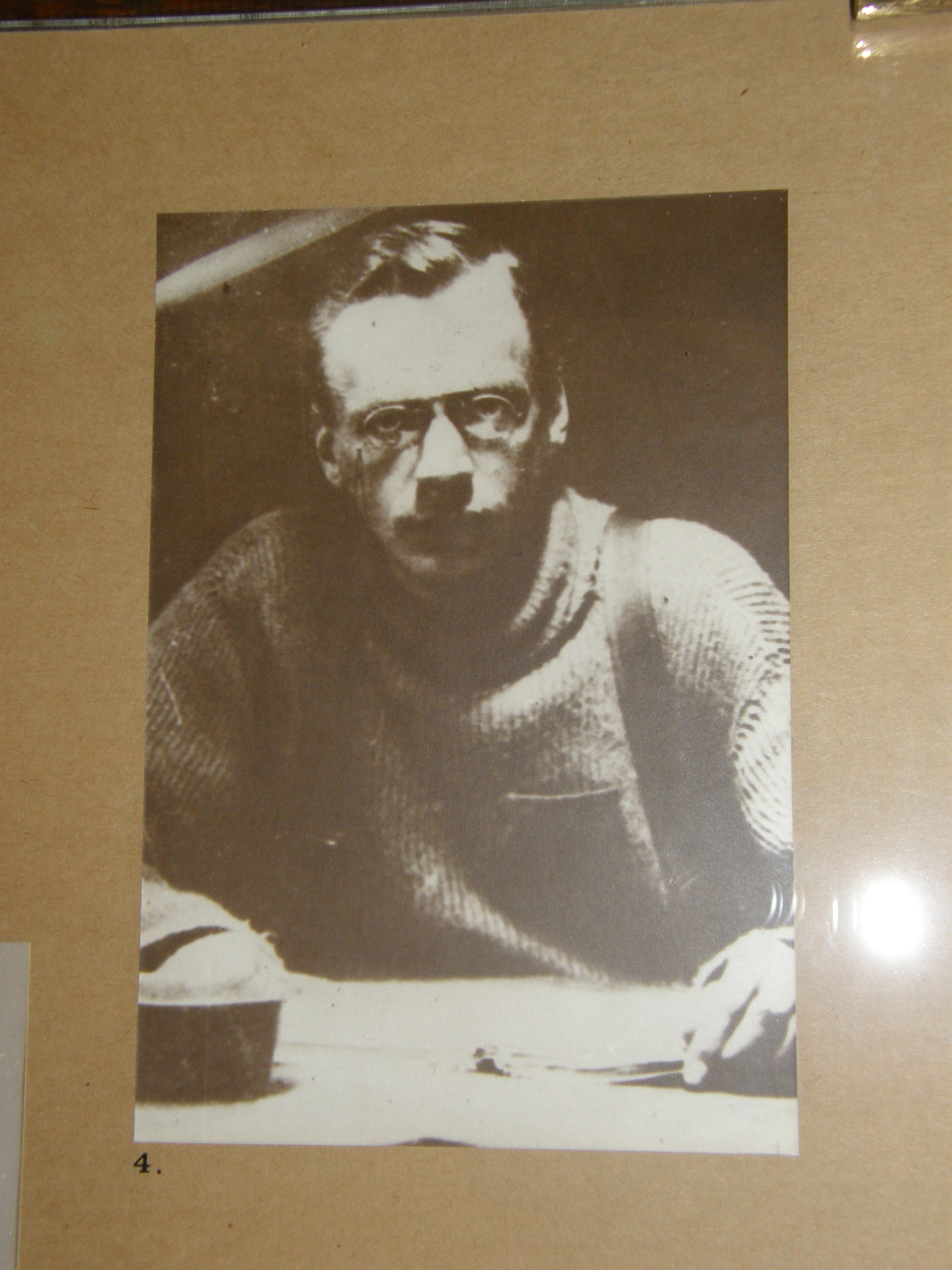